# Этцельсроде
Этцельсроде (нем. Etzelsrode) — община в Германии, в земле Тюрингия. 
Входит в состав района Нордхаузен.  Население составляет 96 человек (на 31 декабря 2010 года). Занимает площадь 3,50 км².